# Japetella heathi
Japetella heathi ist eine Art der Kraken innerhalb der achtarmigen Tintenfische (Vampyropoda). Die anderen beschriebenen Arten der Gattung Japetella sind Japetella diaphana Hoyle, 1885 und Japetella prismatica Hoyle, 1885. Japetella heathi zeichnet sich durch ihre im Verhältnis zu den Verwandten geringe Körpergröße, kurzen Arme und ihre Tarndynamik aus. Letztere kommt bei etlichen Tierarten vor und wurde in ihren Grundprinzipien u. a. in bionischen Ansätzen aufgegriffen.

## Körperbau
Die bilateral symmetrischen Zwergkraken erreichen im Durchschnitt eine Gesamtlänge von 8–12 cm (max. Mantellänge: 8 cm). J. heathi hat, da sie zur Bolitaenidengruppe gehört, vergleichsweise kurze Tentakel und große, lateral gelegene kurzstielige Augen. Die Weichtiere besitzen weder ein Endo- noch ein Exoskelett. Der Kopf ist von einer schützenden Knorpelkapsel umgeben.
Bei Jungtieren grenzen die Augen direkt an das Hirn, bei adulten Exemplaren sind sie jedoch etwas weiter davon entfernt und nach außen verschoben. Die Tentakel weisen je eine Einzelreihe von Saugnäpfen auf; bei männlichen Exemplaren vergrößern sich diese auf dem dritten linken Fangarm zur Paarungszeit stark. Ob dieser bei Japetella heathi wie bei anderen Bolitaeniden zur Hectocotylisation (Modifikation der Armspitze; dient dem Spermatophorentransport aus der Needham’schen Tasche (= Aufbewahrungstasche für Spermatophoren) in die Mantelhöhle des Weibchens) benutzt wird, ist nicht bekannt. Die Tiere sind getrenntgeschlechtlich. Die Atmung funktioniert durch zwei in der Mantelhöhle gelegene Kiemen, die Aufnahme von Botenstoffen über die Riechgrube hinter den Augen, das Spengler’sche Organ vor der Mantelhöhle oder Chemorezeptoren der Saugnäpfe. Das Kreislaufsystem der Tiere ist wie bei allen Kopffüßern geschlossen. Die Längsachse des Verdauungstrakts verläuft parallel zur Körperachse; der Magen liegt dahinter. Die Radula ist lateral mit molaren Zähnen besetzt (= ctenoglossan).

## Verbreitung

### Geographische Verbreitung
Japetella heathi ist nur auf der nördlichen Hemisphäre verbreitet und kommt dort in subtropischen und nemoralen Zonen des Ostpazifiks und des Atlantiks vor. Die Art lebt großteils pelagial, also freischwimmend in den küstenfernen Gebieten der Ozeane. Sie zieht unter Umständen bis vor die borealen Küsten Nordamerikas. Ihre natürliche Umgebungstemperatur liegt aufgrund der relativ großen Meerestiefe ihres Habitats bei 4–5 °C.

### Vertikale Verbreitung
Japetella heathi ist wie alle Kopffüßer ein ausschließlich im Meer vorkommendes Tier. Er ist in meso- bis basypelagialen Zonen, also in Tiefen von bis zu 1500 Metern auf offener See anzutreffen, bei denen eine starke ontogenetische Veränderung bezüglich der vertikalen Verbreitung bemerkbar ist. Die Jungtiere (unter 20 mm Mantellänge) bevorzugen ein Leben in Tiefen von 200–700 Meter unter der Oberfläche, ausgewachsene Exemplare halten sich bei Tageslicht unter meist über 800 Meter unter dem Meeresspiegel auf.

## Jagdverhalten und Ernährung
Die Oktopusse bewegen sich mittels Rückstoßprinzip und ernähren sich karnivor; ihre Nahrung fangen sie mit den stiellosen Saugnäpfen an ihren Tentakeln.
Japetella heathi ernährt sich aufgrund der geringen Größe vor allem von kleinen Fischen, Fischlarven, freischwimmenden Garnelen, anderen Mollusken und Plankton. Oktopoden sind – für den Menschen – schwach bis verschwindend toxisch, lähmen jedoch mit dem Gift aus ihren Speicheldrüsen ihre Beute, sodass sie sie halten und zerkleinern können.

## Balzverhalten, Fortpflanzung und Lebenszyklus
Adulte Japetella heathi lebt als Einzelgänger und vermehrt sich vermutlich nur einmal in ihrem Leben. Die Zeit der Paarung stellt eine Ausnahmesituation hinsichtlich des Territoriums der Tiere dar, da die weiblichen (und vermutlich auch die männlichen) Oktopusse sich dabei in lichtlose Tiefen von bis zu 1500 Meter begeben.
Es wird derzeit angenommen, dass bei der Befruchtung insofern mehrere Schlüsselreize eine Rolle spielen, als dass das Männchen zuerst ein Sekret aus seiner posterioren Speicheldrüse absondert, das auf weibliche Japetella heathi wie ein Pheromon wirkt. Durch den Botenstoff angezogen nähert sich in einem zweiten Schritt ein solches bis auf eine Distanz, die es sicher genug einschätzt und signalisiert dem Männchen seinen Standpunkt mittels seines Leuchtorgans (Photophor). Um Männchen anzulocken, bilden fruchtbare Weibchen als Photophor einen translumineszenten Ring um die Mundöffnung, der durch die Dunkelheit als Biolumineszenz strahlt. Als Erzeuger dienen ihnen körperinterne Luciferin-Luciferase-Systeme. Weder die olfaktorische Note noch der visuelle Reiz sind vollkommen artenintrinsisch, d. h. ein Aufmerksamwerden von Prädatoren kann unter Umständen nicht verhindert werden.
Nach der Paarung begibt sich das trächtige Weibchen wieder hinauf in sauerstoffreichere Tiefen von bis zu 500 Metern, wo es intensive Brutpflege betreibt. Die Eier der Tintenfische sind miteinander durch geleeartige Stiele verbunden und bilden so eine traubenähnliche Masse, die das Muttertier mit seinen Saugnäpfen ständig zwischen den vier Armpaaren und in Mundnähe festhält und ihnen frische Wasserströme zuwedelt. Am Beginn der Embryonalentwicklung kommt es zur Entstehung einer diskoidalen Furchung, einer Keimscheibe, die dem Dotter als Zellkappe aufliegt und ihn dann im Verlauf der Gastrulation als Dottersack umwächst (Epibolie). Die UV-Strahlung ist in dieser Umgebung gerade noch so gering, dass das Weibchen beim Brüten nur schwer gesichtet werden kann. Würde es noch höher aufsteigen, wäre die Umgebung bereits zu hell. Aufgrund der kalten Umgebung dauert das Ausbrüten der Eier mehrere Monate, in denen das Tier auf Nahrung verzichtet und seine Energiereserven den Embryonen zur Verfügung stellt. Kurz nach dem Schlüpfen der Nachkommen stirbt es in der Regel an Erschöpfung oder wird gefressen. Während die Brutpflege also intensiv ist, ist keine anschließende Brutbindung vorhanden.
Frischgeschlüpfte Japetella heathi haben eine Mantellänge von etwa 2–3 mm, was auch der Größe der Eier entspricht. Die jungen Octobrachia steigen nach der Geburt entweder von selbst in höhere, nahrungsreichere Gefilde von 200–300 m oder werden kurz davor vom Muttertier dorthin transportiert. Dort bleiben sie, bis sie eine bestimmte Größe erreicht haben (7–20 mm).
Juvenile Japetella heathi haben eine besonders hohe Mortalitätsrate. In den 1980ern herrschte in der Forschung eine Debatte über die Annahme, dass die Jungtiere in großer Zahl bis in Taucherreichweite von Seevögeln hinaufsteigen, da man in diesen unverdaute Reste von gallertartigen Tiefsee-Cephalopoden fand. Einerseits trifft diese Theorie zu, da sich etwa nachtjagende Albatrosse von Tintenfischen ernähren, wenn diese die Oberflächenzonen aufsuchen. Eine andere Erklärung hierfür bietet sich indessen auch im Hinblick auf den Verlauf der maritimen Nahrungskette an: Manche Thunfischarten wie der Großaugen-Thun jagen in mesopelagialen Zonen und somit auch nach Japetella. Die Tiere können die Radula und die chitinhaltigen Mandibel der Oktopoden nicht abbauen. Nun fischen Albatrosse oder Sturmvögel oft im Kielwasser von Thunfisch-Longlinern, die aus der Tiefsee fischen und Innereien und Fischabfälle nach dem Fang wieder ins Meer ausschwemmen. Auf diesem Wege werden Teile von Cephalopoden oft lange Zeit dermaßen gut erhalten, dass man ihre Herkunft bis auf das Familientaxon genau bestimmen kann. Im Laufe des Heranwachsens dringen die Jungtiere graduell wieder in tiefere, mesopelagiale und schließlich, zur erneuten Paarung, basypelagiale Zonen vor. Japetella heathi gehört demnach zu den aquatischen Arten, die Vertikalwanderung betreiben.

## Tarnverhalten
Die meisten Lebewesen der Tiefsee sind zu Tarnstrategien gezwungen und entwickelten zu diesem Zweck unterschiedliche Methoden zur optischen Anpassung an den Hintergrund. Manche in Korallenriffen lebenden Cephalopodenarten können nicht nur Farbe, sondern auch Hauttextur verändern.
J. heathi begegnen möglichen Gefahren mit schlagartiger Expansion und Kontraktion ihrer Chromatophoren (pigmenthaltige Zellen) im Epithel und Bindegewebe der Mantelhülle und der Arme. Durch membran-internes Kinesin-Movement (Transportmolekül) werden die Pigmente entweder auf einen Punkt konzentriert, was zur schwarz-weißen Punktfärbung bei Lichtbestrahlung führt, oder aber Melanine und rote Pigmente werden entlang der Mikrotubuli (Teil des Zellskeletts mit Schienenfunktion) in den Melanozyten verteilt und die Haut verdunkelt sich.
Das natürliche Habitat der Bolitaeniden erstreckt sich von jenen Meerestiefen, in denen tagsüber noch diffuses Licht herrscht, bis in Tiefseezonen knapp einen Kilometer unter der Oberfläche. In diesen Tiefen ist meist zu Jagdzwecken betriebene Biolumineszenz die einzige Lichtquelle. Abhängig von der Entfernung zum Meeresspiegel verändert sich nun auch die Färbung der Oktopusse. Während sie in oberflächennäheren Gewässern weißlich-transparent wirken und so kaum sichtbar sind, tarnen sie sich in der lichtlosen Tiefe dunkelbraun, schwarz oder rot gefleckt. Prädatoren wie etwa der Laternenfisch senden dort mittels Bakteriensymbiose Licht in die Dunkelheit aus, um nach Beute zu suchen.
Cephalopoden besitzen innerhalb der Mollusken das am höchsten entwickelte Nervensystem mit sensorischen Loben und mehrschichtiger Cortex. Sobald die Zwergkraken mit ihren eversen Linsenaugen und Hautrezeptoren das biolumineszente Licht eines Räubers wahrnehmen, ändern sie schlagartig ihre Farbe. Ihre Pigmentierung können sie somit kognitiv steuern. Eine Veränderung im Bruchteil von Sekunden ist möglich, da die Neuronen in ihrer Haut sehr dicht gelagert sind und die Chromatophoren zudem in einer ausdehnbaren Dreifachschicht vorliegen.
Durch ihr Habitat bedingt haben J. heathi zwei Sorten von Fressfeinden:

### Bedrohung im transparenten Modus
Die erste Kategorie bilden Tiefseeräuber wie beispielsweise Gespensterfische, die ihre Augen zur Oberfläche hin ausrichten können und Ausschau nach dunklen Silhouetten potentieller Beute gegen das Dämmerlicht halten. Einige Meeresbewohner wirken dem entgegen, indem sie selbst an ihrer Bauchseite biolumineszieren, d. h. das schwache Tageslicht von oben nachahmen. Bei J. heathi sind es vor allem die Jungtiere, deren Chromatophorenschichten weniger entwickelt sind als die ausgewachsener Tiere, weshalb sie ungleich transparenter sind und sich deshalb weiter über dem Meeresgrund aufhalten. Gleichzeitig bewegen sich in diesen Breiten weniger Licht erzeugende Fische, was ihre Überlebenschancen nachts verbessert.
Gegen das Licht der Oberfläche wirken die Kraken fast transparent, nur Augen und Darm sind sichtbar. In die äußeren Gewebsschichten der dorsalen Arme und des Kopfes sind außerdem Iridophoren (weißlich/silbrig schimmernde Zellen, speichern Guanin-Plättchen) eingelagert. Es handelt sich hierbei um einen Zusatzschutz im transparenten Zustand, sodass Licht nicht nur durch den Körper fällt, sondern auch verstärkt wird. Bei sexueller Reife bilden sich die irisierenden Eigenschaften von Verdauungstrakt und Augen zurück und die Chromatophorendichte wird größer.
Erst im Laufe des Heranwachsens, sobald die Pigmentzellen vollständig entwickelt sind, übersiedelt Japetella heathi in tiefere, lichtlose Gebiete.

### Bedrohung in aphotischen Tiefen
In der lichtlosen Tiefsee ist die transparente Tarnung allerdings kontraproduktiv, da Beutegreifer der zweiten Kategorie in diesen Zonen mittels Biolumineszenz nach Nahrung suchen. Japetella heathi reflektiert im transparenten Zustand nicht nur Fluoreszenz-Emissionen, die aufgrund der Ähnlichkeit mit dem Wellenlängenbereich der Biolumineszenz bei wissenschaftlichen Versuchen verwendet wurden, sondern geben dieses Licht sogar doppelt so stark wie pigmentiertes Gewebe wieder. Die transparenten Gewebeschichten bieten keine ausreichende Tarnung. Sobald die Tiere vom Licht getroffen werden, wird dieses innen im Körper gestreut und macht dadurch das gesamte Tier sichtbar. Die für den Räuber wahrnehmbare Reflexion wäre also insgesamt um einiges heller als der Hintergrund und würde den genauen Standpunkt und die Silhouette des Kraken verraten.
Daher können die Flecken der Japetella heathi in Sekundenbruchteilen eine rötlich-braune Farbe annehmen und sich ausdehnen. Sarah Zylinski, Wissenschaftlerin der Duke-Universität in den USA, verglich den Effekt, den ein biolumineszentes Licht auf rein transparente Lebewesen haben würde in einem Interview mit dem „Strahl einer Taschenlampe, der ein Fensterglas in der Nacht trifft“ – die Tiere würden eine Art Halo um sich herum erzeugen. Durch die natürliche „Tarnkappe“ aber heben sie sich innerhalb von Sekunden nicht mehr vom dunklen Hintergrund ab. Der Grund dafür: Biolumineszentes Licht im blau-grünen Spektrum (450–500 nm) ist die einzige Lichtquelle, die die Augen von Tiefseespezies scharf wahrnehmen können. Genau diese Lichtstrahlen werden von roten Oberflächen größtenteils absorbiert.
Zusammenfassend lässt sich sagen, dass in höheren mesopelagialen Zonen die meisten Lebewesen transparent sind, während sich in lichtlosen Zonen fast alle Taxa rot- oder schwarzgefleckt tarnen können. Der Auslöser dabei ist ein interspezifischer Schlüsselreiz (Licht dient als key stimulus), da zwischen Jäger und Beute der Informationsgewinn nur auf Seite des Empfängers, also der Beute, stattfindet. Welche der beiden Strategien angebracht ist, kann allerdings nicht allein anhand des Tiefenwertes festgelegt werden, sondern ist auch von Bewölkung, Tageszeit, Luft- und Wassertrübung abhängig.

### Zylinski-Versuche
Das Forschungsprojekt eines amerikanischen Ökologenteams unter der Leitung von Sarah Zylinski förderte 2010 im Atacamagraben und 2011 im Golf von Kalifornien unter anderem einen acht Zentimeter langen Japatella heathi und einen dreizehn Zentimeter langen Kalmar der Art Onychoteuthis banksii zutage. Die Tiere wurden in Tiefen zwischen 100 und 1000 Metern gefangen. Die dabei eingesetzten Tiefseenetze mussten, wie bei solchen Fahrten üblich, sehr langsam an die Oberfläche geholt werden, um die Lebewesen nicht einem zu abrupten Licht-, Temperatur- und Druckschock auszusetzen. Anschließend wurde das Tarnverhalten der Zwergkraken experimentell erforscht, indem ihre Reaktion auf visuelle und taktile Stimuli beobachtet wurde. Junge Exemplare von Japetella heathi im transparenten Zustand wurden getestet, indem sie unter gedämpftem Raumlicht einer Xenonlampe mit bläulichem Licht (450 nm Peakemission) bestrahlt wurden.
Auf Bewegungen von Gegenständen über der Wasseroberfläche ihres Tanks bestand die einzige beobachtbare Reaktion der Tiere darin, dass sie den Objekten mit den Augen folgten. Auch beim Einsatz von Looming (Methode der optischen Täuschung; Gegenstände werden auf die Retina des Versuchsobjekts projiziert und rapide vergrößert, wodurch der Eindruck des Herannahens dieses Objekts entsteht und es meist zu physischen Reaktionen kommt; vgl. engl. to loom – „sich annähern“, „auftauchen“) fiel das Ergebnis gleich aus. Bei Berührung eines Fangarmes mit einer stumpfen Nadel für die Dauer von drei Sekunden, wodurch vermehrt Stress ausgelöst wurde, verfärbten die Kopffüßer sich am ganzen Körper, bewegten sich von der Nadel weg und zogen den Kopf gleichzeitig tiefer in die Mantelhöhle ein.
Daraufhin wurden die Cephalopoden im Fünfsekundentakt mit bläulichem Licht aus fluoreszenzbeschichteten LED-Lampen bestrahlt, das ähnlich dem primären und sekundären Leuchten ihrer Fressfeinde in der Tiefsee ist. Die beiden Exemplare reagierten mit sofortigen Metamorphosen auf diesen Reiz: Ihre Haut verfärbte sich dunkel und sobald der Lichtkegel sie verließ – wieder transparent (reversible Expansion der Chromatophoren). Dieser Effekt steigerte sich mit jeder Bestrahlungseinheit und führte schließlich, wie der taktile Reiz, zu einer evasiven Reaktion (Einziehen des Kopfes in die Mantelhülle). Die Pigmentzellen des Japetella heathi verfärbten sich rötlich braun, die des Kalmars schwarz. Wurde die Bestrahlung auch noch fortgesetzt, nachdem die maximale Expansion der Chromatophoren erreicht war, führte das zum subsequenten Rückzug in den transparenten Zustand und jegliche weitergehende Bestrahlung führte nicht mehr zur Verfärbung.
Bei dem getesteten Onychoteuthis banksii schwand die Pigmentierung nicht wie bei Japetella heathi nach einiger Zeit, obwohl beide Arten wiederholt versuchten, von der Lichtquelle wegzuschwimmen.
Pigmentierte Gewebe reflektieren viel Licht längerer Wellenlängen (500–700 nm), doch insgesamt weitaus weniger als transparente. Den Messresultaten zufolge lagen diese Werte bei den Bolitaeniden generell unter 20 % bei Licht aller Wellenlängen und bei 5–10 % oder darunter im blau-grünen Bereich, der relevant für die Sicht in der Tiefsee ist. Tiere, die mit rötlichem Licht (600 nm) bestrahlt wurden, reagierten nicht mit signifikanten Veränderungen oder Fluchtverhalten. Japetella heathi „verdoppeln“ insgesamt ihre Überlebenschancen, da „die Fähigkeit rapide zwischen den beiden Camouflage-Techniken zu pendeln die Tarnung optimiert“.